# Antoni Real Martí
Antoni Real Martí (Barcelona, 13 de juny del 1959) és un escriptor, periodista i guionista. Es llicencià en Ciències de la Informació i començà a treballar a la redacció del diari Dicen. Posteriorment ho feu a El Noticiero Universal i va ser redactor fundador del diari Sport. A partir de desembre del 1985 treballa en el programa de Televisió de Catalunya Temps de neu com a director i presentador. Des de 2002 també treballa en Temps d'Aventura. A part, també ha publicat alguns llibres d'història, turisme i dues novel·les.

## Llibres

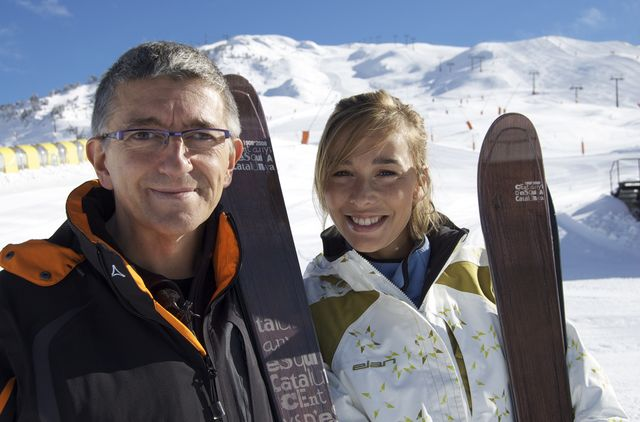
Antoni Real Martí en el programa "Temps de Neu"

- Converses de neu. Llibre del 2015 que celebra els 30 anys del programa “Temps de Neu[2]
- Salnitre (novel·la, 2013)[3]
- Un siglo de esquí en el Pirineo, Pasiones de nieve. (Lectio Ediciones, 2011)
- 10 guies turístiques internacionals d'estacions d'equí anomenades “Slalom”. Amb l'empresa Salom Barcelona el 2010.
- Temps de neu 25 anys. Llibre del 2010 que commemora els 25 anys del programa Temps de neu
- Sota la neu. (novel·la, Cossetània Edicions, 2008)[4]
- Cents anys d'esquí a Catalunya, Passions de neu. (Cossetània Edicions, 2007)